# Santiago do Sul
Santiago do Sul é um município brasileiro do estado de Santa Catarina. Localiza-se a uma latitude 26º38'22" sul e a uma longitude 52º41'05" oeste, estando a uma altitude de 450 metros. Sua população segundo o censo do Instituto Brasileiro de Geografia e Estatística (IBGE) era de 1 389 habitantes em 2014, sendo o município de Santa Catarina com o menor número de habitantes.
Possui uma área de 74,228 km².